# Bü 181 (航空機)
ビュッカー Bü 181 ベストマン
ビュッカー Bü 181 ベストマン
- 用途：練習機
- 製造者：ビュッカー、
- 運用者：ドイツ空軍、チェコスロバキア空軍
スウェーデン空軍、スイス空軍
エジプト空軍
- 初飛行：1939年2月
- 生産数：3,400機
- 生産開始：1940年

ビュッカー Bü 181 ベストマン（Bücker Bü 181 Bestmann）は、ベルリンのヨハニスタール（Johannisthal）のビュッカー航空機製造（Bücker Flugzeugbau GmbH）で製造され、第二次世界大戦時に ドイツ空軍で広範囲にわたり使用された単発練習機である。

## 開発
Bü 181の試作機 (D-ERBV)は1939年2月にチーフテストパイロットのアルトゥール・ベニツ（Arthur Benitz）の操縦で初飛行した。ドイツ航空省（RLM）の公式飛行テストを受けた後でBü 181はドイツ空軍の標準初等練習機に指定された。1940年／1941年にBü 181の量産が開始された。
AからDまで割り当てられた型式名の派生型の差異は僅かで、どれもヒルト社製のHM 500AかHM 504エンジンを装備していた。

## 生産

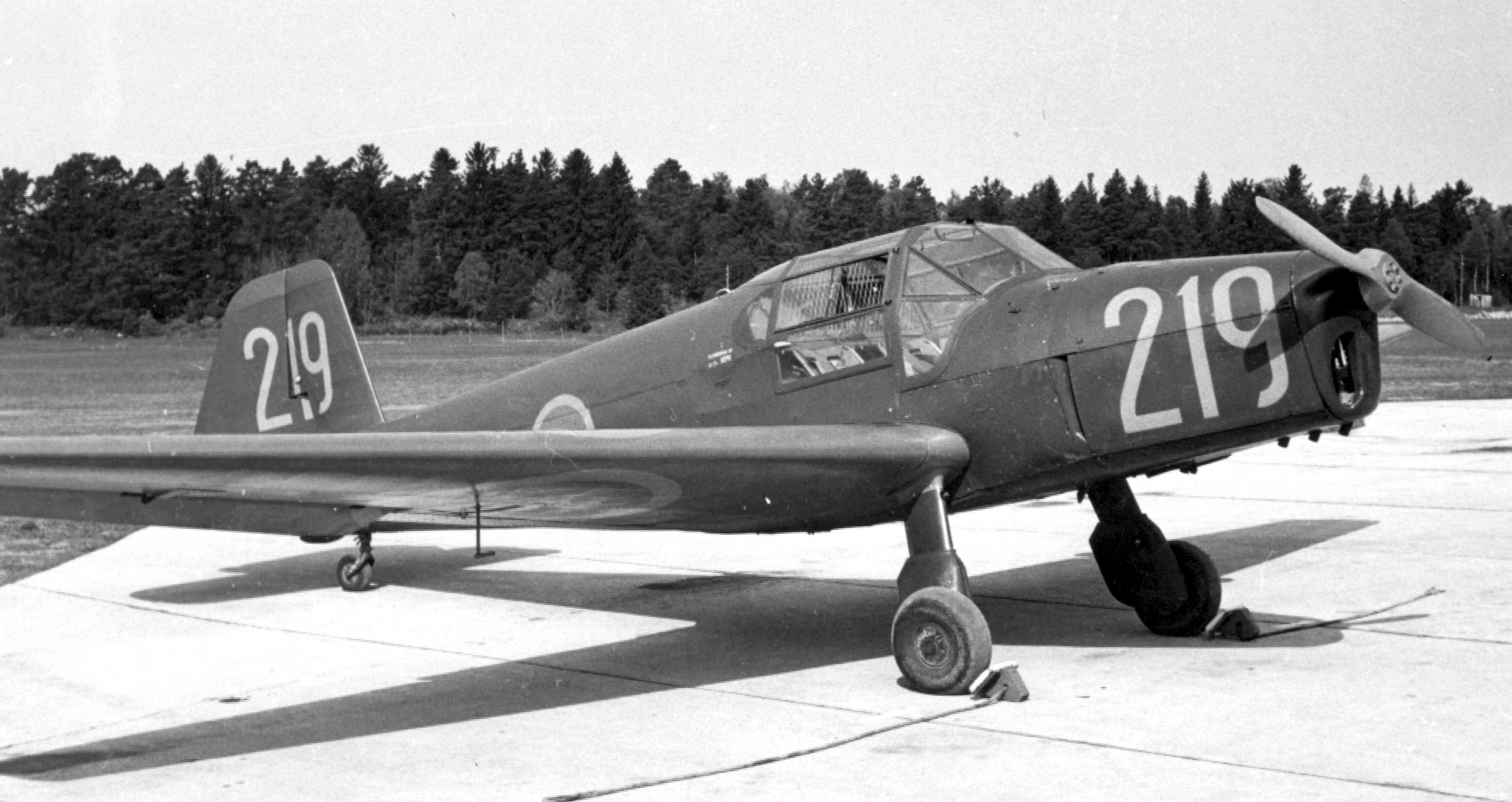
SK 25

大部分のBü 181の生産はラングスドルフ（Rangsdorf）のビュッカー社で行われたが、需要に応じるためにはオランダのフォッカー社にライセンス生産に出さなければならなかった。フォッカー社の1943年までの生産分373機は全てドイツ空軍に納入された。
Bü 181Aとその小改良型Bü 181Dの生産は1942年にアムステルダムのフォッカー社で始まり戦時中の生産数は708機であった。ヘグルンド＆ゾナー（Hägglund & Söner AB）社は1943年から1945年までにヒルト HM 500Aエンジン付のBü 181（スウェーデン空軍名称SK 25）を125機生産した。ドイツ軍がチェコスロバキアから撤退する少し前にBü 181Dの生産がオトロコビセ（Otrokovice）のズリン（Zlin）工場で始まった。生産は戦後も続きチェコスロバキア空軍ではC.6 とC.106という名称で、様々な国では民間機としてズリン Z.281とZ.381いう名で使用された。
1950年代にエジプトのヘリオポリス航空機製造（Heliopolis Aircraft Works）は、105 hpのヴァルター=マイナー(Walter-Minor)エンジンを搭載したズリン Z.381に似たチェコスロバキア製ベストマンの派生型のライセンス生産権を購入した。この機はエジプト空軍向にゴムホーリア（Gomhouria、共和国）として、後のモデルは他のアラブ諸国の空軍向に生産された。少なくとも300機のゴムホーリアが製造された。
総計3,400機が製造されたが、現在では数えられる数しか残存していない。

## 任務
Bü 181はドイツ空軍の初等練習機として生産されたが、連絡、グライダー曳航、主翼上下の4基のハードポイントにパンツァーファウストを搭載した攻撃機としても使用された。

## 概要
Bü 181 ベストマンは105 hp 4気筒 ヒルトHM 504エンジンを搭載したモデル。Bü 181Aは空冷4気筒 ヒルトHM 500Aを搭載し、スプリットフラップ、複式操縦装置、並列の調節可能な座席を装備した単発、低翼単葉機。胴体のキャビン部は鋼管フレームだが後部胴体は木製外殻構造、主翼と尾部も木製外殻構造。方向舵、昇降舵とエルロンは全て木製骨組みを布で覆ったもの。
Bü 181は練習飛行、遊覧飛行、エアロバティック用に設計され、制限荷重（1名乗機）で荷重グループ5に、全荷重時に荷重グループ4に相当する強度を有している。

## 派生型

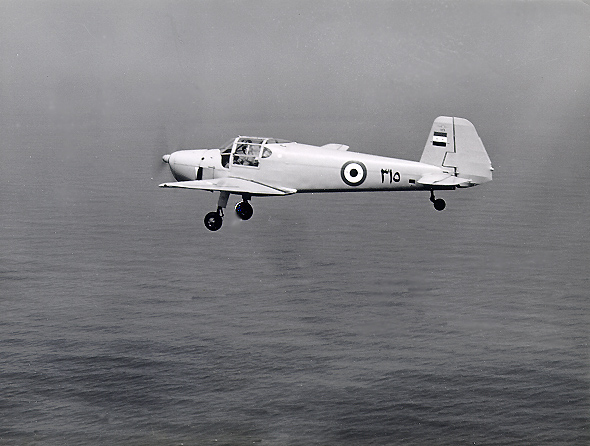
エジプト空軍のゴムホーリア

Bu 181
試作機
Bu 181A
2座席初等練習機
Bu 181D
2座席初等練習機。些細な改良を施された小改造モデル。
ズリン Z.181
2座席初等練習機。戦後、チェコスロバキアのズリン（Zlin）で製造されたBu 181D
ズリン Z.281
2座席初等練習機。トーマ（Toma）4 エンジン搭載。
ズリン Z.381
2座席初等練習機。105 hp (78 kW) のヴァルター=マイナー(Walter-Minor)エンジン搭載。チェコスロバキア空軍での名称はC-106。
ゴムホーリア Mk I
2座席初等練習機。ヴァルター=マイナー エンジン搭載。エジプトのヘリオポリス航空機製造（Heliopolis Aircraft Works）でライセンス生産された ズリン Z.381。
ゴムホーリア Mk II
2座席初等練習機。145 hp (108 kW) のコンチネンタル C-145エンジン搭載。
SK 25
Bu 181のスウェーデン空軍での名称。

## 運用
- アルジェリア - ゴムホーリア
- クロアチア
  - Air Force of the Independent State of Croatia
- チェコスロバキア
  - チェコスロバキア空軍
- エジプト
  - エジプト空軍 - ゴムホーリア
- ドイツ国
  - ドイツ空軍
- ハンガリー - 戦後
- ポーランド - 戦後
- スウェーデン
  - スウェーデン空軍
- スイス

## 要目
|ref=The Concise Guide to Axis Aircraft of World War II 
- 乗員：2名
- 全長：7.85 m (25.7 ft)
- 全幅：10.6 m (34.7.1ft)
- 全高：2.05 m (6.7.ft)
- 翼面積：13.5 m2 (145.3 ft2)
- 空虚重量：480 kg (1,058 lb)
- 最大離陸重量：750 kg (1,653 lb)
- 馬力重量比：100 W/kg (0.06 hp/lb)
- エンジン：1 × ヒルト HM 504A  4気筒 空冷エンジン、78 kW (105 hp)
- 最大速度：215 km/h (134 mph, 116 kt)
- 巡航高度：5,000 m (16,405 ft)
- 航続距離：800 km (497 mi, 432 nm)

### 書籍
- Donald, David and Lake, Jon. (editors). Encyclopedia of World Military Aircraft. London: Aerospace Publishing, Single volume edition, 1996. ISBN 1-874023-95-6.
- König, Erwin. Bücker Bü 181 "Bestmann" (Flugzeug Profile 30) (in German). D-86669 Stengelheim, Germany: Unitec Medienvertrieb e.K.
- König, Erwin. Die Bücker-Flugzeuge (The Bücker Aircraft) (bilingual German/English). Martinsried, Germany: Nara Verlag, 1987. ISBN 3-925671-00-5.
- König, Erwin. Die Bückers, Die Geschichte der ehemaligen Bücker-Flugzeugbau-GmbH und ihrer Flugzeuge (in German). (1979)
- Mondey, David. The Hamlyn Concise Guide to Axis Aircraft of World War II. London: Chancellor Press Ltd, 1996. ISBN 1-85152-966-7.
- Smith, J.Richard and Kay, Antony L. German Aircraft of the Second World War. London: Putnam and Company Ltd., 3rd impression 1978, p. 94-96. ISBN 0-370-00024-2.
- Wietstruk, Siegfried. Bücker-Flugzeugbau, Die Geschichte eines Flugzeugwerkes (in German). D-82041 Oberhaching, Germany: Aviatik Verlag, 1999. ISBN 3-925505-28-8.
- Wood, Tony and Gunston, Bill. Hitler's Luftwaffe: A pictorial history and technical encyclopedia of Hitlers air power in World War II. London: Salamander Books Ltd., 1977, p. 140. ISBN 0-86101-005-1.